# Bastien Daguerre
Pour les articles homonymes, voir Daguerre.
Pas d'image ? Cliquez ici

a Compétitions nationales et continentales officielles uniquement.

Dernière mise à jour le 7 juin 2024.
Bastien Daguerre, né le 14 août 2002, est un joueur français de rugby à XV évoluant au poste de centre.

## Biographie
Originaire de Capbreton, Bastien Daguerre commence la pratique du rugby à XV à l'école de rugby de l'Union sportive capbretonnaise, puis du Capbreton Hossegor Rugby, club représentant les communes de Capbreton et de Soorts-Hossegor,.
En 2016, il rejoint les équipes de jeunes de l'Union sportive dacquoise pour une saison, puis celles de l'Union sportive tyrossaise,.
Il quitte par la suite les Landes en 2020 et s'engage avec les jeunes charentais du Soyaux Angoulême XV,. Il fait partie en 2022 du groupe sacré champion de France espoirs de la division « accession ». La saison suivante, il est appelé pour participer au Supersevens, compétition rassemblant notamment les équipes professionnelles de Top 14, aux étapes de Perpignan et de La Rochelle de l'édition 2022 sous le maillot de l'ASM Clermont. Pendant deux saisons, il a l'occasion de s'entraîner auprès du groupe professionnel charentais, sans être appelé pour autant en équipe première.
À l'intersaison 2023, Daguerre fait son retour dans les Landes, intégrant le centre de formation de l'US Dax tout juste promue en Pro D2, en accord avec la volonté du club d'y rassembler plusieurs joueurs locaux ; son contrat est acté pour une saison. Dès le début de la saison 2023-2024, il est appelé rapidement avec l'équipe première : disputant son premier match professionnel sur le terrain du Rouen NR,,, il est titularisé pour les deux rencontres à domicile qui suivent et participe aux performances de l'équipe dacquoise avec trois essais en deux matchs,. Il est par la suite aligné régulièrement sur les feuilles de match malgré son statut de formation. Son contrat est par la suite prolongé, dès le mois de mars, jusqu'en 2027, avec une année supplémentaire sous statut espoir suivie de deux autres en tant que professionnel.
En parallèle de ses débuts professionnels, Daguerre est appelé à porter le maillot national en sélection universitaire, dans le cadre du match annuel entre les équipes de France et d'Angleterre, disputé cette saison à Coventry le 4 mai 2024.

## Palmarès
- Championnat de France espoirs de deuxième division :
  - Champion : 2022 avec Soyaux Angoulême XV.